# 도쿄 타워
도쿄 타워(일본어: 東京タワー 도쿄타와[*], 영어: Tokyo Tower)는 일본 도쿄도 미나토구에 있는 높이 333m의 종합 전파탑으로, 관광명소로서의 인기는 지금도 여전하다. 에펠탑을 모방해서 만들었다.
빨간색(또는 국제 표준 주황색)하고 하얀색이 교차하여 도색되어 있다(주소는 도쿄 도 미나토 구 시바코엔 4-2-8).
지상파 아날로그·디지털 텔레비전 방송(VHF·UHF) 및 FM 방송의 안테나로서 방송전파로서 방송전파를 송출하는 다른 동일본 여객철도(JR 동일본)의 열차 방호 무선장치용 안테나와 도쿄 도 환경국의 각종 측정기를 설치하였다.
2012년 근처에 634m의 도쿄 스카이 트리가 들어서기 전까지는 도쿄에서 제일 유명한 건축물이었으며, 관광객들의 인기는 지금도 여전하다.
일본 최고층 마천루인 오사카 아베노바시 터미널 빌딩(60층, 300m)보다 33m가 더 높다.

## 개요
도쿄 타워는 오사카의 신문왕이라 불렸던 마에다 히사마치 (산케이 신문사, 후지TV 계열 KTV 사장 역임)에 의해 만들어진 전파탑으로써, 방송사업의 장래성에 눈을 두었던 마에다 히사미치가 각 방송사의 송신탑을 일체화시키는 구상에 의해 만들어지게 되었다. 정식명칭은 일본 전파탑(일본어: 日本電波塔 닛폰 덴파토우[*])이며 높이는 333m로서, 비슷한 모습을 갖춘 높이 324m의 프랑스 파리 에펠탑 보다 9m 더 높다.
333m의 도쿄 타워가 완성되기 전에는 200m의 하라노마치 무선 탑(1921년 완공, 1981년 철거)이 일본 최대의 전파탑이었다. 도쿄 타워는 하라노마치 무선 탑보다 133m 높은, 하라노마치 무선 탑이 "라디오 시대"의 시작을 알린 상징이라면, 도쿄 타워는 "텔레비전 시대"의 시작을 알린 상징이었다.
도쿄 타워는 전파탑을 세우기 위해 만들어진 '일본 전파탑 주식회사'가 주축이 되어 불과 기공을 한 지 1년 3개월 만에 건설되었다. 이것은 4,000톤의 강철과 토목공들의 수작업으로 이루어진 건축물임을 감안하면 단기간의 시간이 걸린 셈이다. 참고로 특별 전망대의 중앙에는 이 타워를 설계했던 사람들의 이름이 새겨진 판이 설치되어 있다.
도쿄 타워에서 발신되는 전파는 간토 지방 반경 100 km 권을 포괄한다. 도쿄 타워의 상단부에는 각 방송사들의 송신안테나가 설치되어 있는데 170m 정도의 높이에 TV송신안테나가 자리 잡고 있으며 일본의 공영방송국인 NHK의 종합 채널과 교육 채널, 일본 최초의 민영방송사인 닛폰 TV, 그리고 후지 TV와 TBS 도쿄방송, TV 아사히, TV 도쿄등이 이 곳에서 전파를 송신하고 있다.

## 연혁
- 1957년 5월 - 일본 전파탑 주식회사 설립.
- 1957년 6월 29일 - 기공.
- 1958년 10월 14일 - 준공.
- 1958년 12월 7일 - 공개 개시.
- 1958년 12월 23일 - 완공식 거행, 정식 개방.
- 1959년 1월 10일 - NHK 교육 채널이 1ch에서 방송개시.
- 1959년 2월 1일 - 일본 교육 TV(NET, 현재의 TV 아사히)가 10ch에서 방송개시.
- 1959년 3월 1일 - 후지 TV가 8ch에서 방송개시.
- 1959년 4월 - NHK 교육채널의 송신소를 현재의 NHK 지요다 방송회관 장소에 있는 송신소로 옮기는 대신, NHK 종합 채널의 송신소로 바꿈 (바꿈과 동시에 채널을 넘겨받음).
- 1960년 1월 17일 - TBS 텔레비전이 아카사카의 자사부지에서 주송신소를 옮김.
- 1964년 4월 12일 - 일본과학기술진흥사단 TV사업본부(도쿄12채널, 현재의 TV 도쿄)가 12ch에서 방송개시.
- 1970년 4월 26일 - FM 도쿄가 본 방송을 개시.
- 1970년 11월 10일 - 닛폰 TV가 주송신소를 도쿄타워로 이전.
- 1980년 - NHK 교육 채널의 송신소를 이설, 일체화.
- 1984년 11월 1일 - 방송대학이 16ch에서 실험 방송을 개시.
- 1995년 11월 1일 - MXTV가 도쿄 도 지역의 방송국으로서 14ch에서 방송개시.
- 2003년 12월 1일 - 방송대학 이외의 TV방송국이 지상 디지털 텔레비전 방송을 개시
- 2006년 12월 1일 - 방송대학의 지상 디지털방송이 본 방송을 개시
- 2011년 3월 11일에는 동일본 대지진여파로 NHK 방송용 안테나가 휘어짐.
- 2011년 7월 24일에는 아날로그 지상파 방송이 모두 종료 지상파 디지털 방송 전환

## 특징

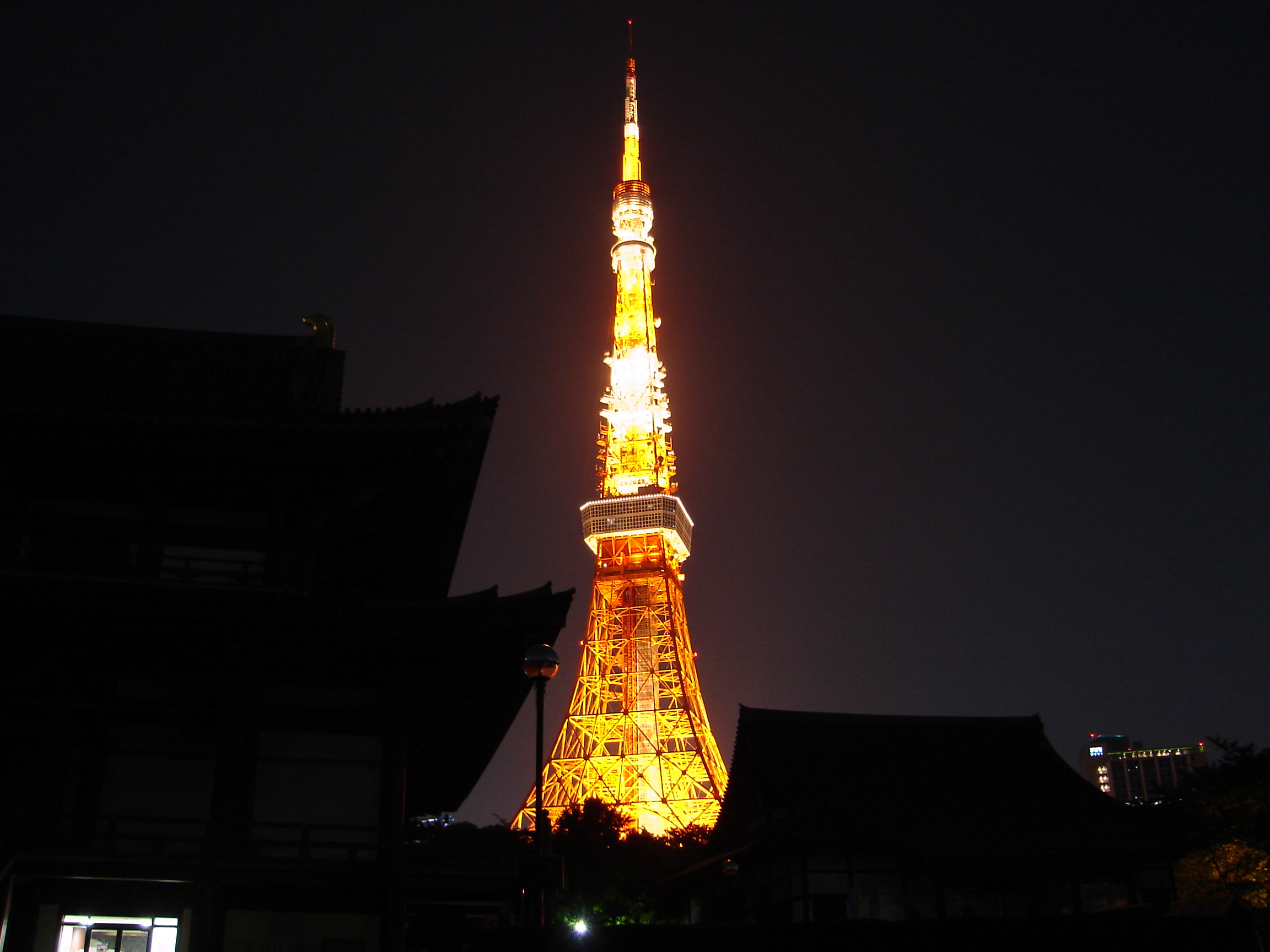
조명을 켠 도쿄 타워

- 지상 120m ~ 125m의 높이에 2층의 대전망대와 지상 223m의 높이에 특별전망대가 있어, 도심을 시작해 도쿄 도 안의 거리를 한번에 볼 수 있다. 날씨가 좋으면 가나가와현, 사이타마현·지바현의 거리나 후지산도 볼 수 있다.
- 특별전망대는 개관 후 10년간 방송설비의 창고로 쓰였지만, 1968년(쇼와 43년)에 특별전망대라는 이름으로 개관을 하였다.
- 각종 방송에 관한 전파를 송신하는 이 외에도, 지진시 JR의 열차중단 신호를 발신하는 안테나나 공해조사를 위한 풍향 풍속계, 온도계등도 부착되어 있다.
- 도쿄타워의 밑에는 지상 4층규모의 도쿄타워빌딩(일명 Foot town)이 있는데 대전망대 출입을 위한 장소와 더불어, 도쿄 타워 수족관, 밀랍인형관, 기네스 세계 기록 뮤지엄 TOKYO, 트래픽 아트 갤러리, Gallery DeLux, 동형 브라더, 감동스러운 경제관, 게임 코너, 각종 토산품 가게, 레스토랑 등의 시설이 들어서 있다.
- 빌딩과 대관망대를 있는 계단은 주말과 휴일에 일반인에게 개방된다. 계단이 길기 때문에, 중간에 계단수를 표기한 간판도 설치되어 있다.
- 철탑 전체에 조명을 비추어 색을 띄우게 한 것은 1989년(헤이세이 원년)의 일로, 그때까지는 철탑의 사방에 일정 간격을 두고 전구를 설치하여, 실루엣만 띄워올리는 방식이었다. 쓰여진 있는 조명은 모두 176기로, 일일 전기세는 24,000엔~25,000엔 정도이다. 해돋이부터 한밤 0시까지 색을 띄우게 하는데, 계절에 맞춰 색도 변화시켜 봄·가을·겨울에는 따뜻한 노랑색의 램프로, 여름에는 시원한 하양색의 메탈 하이라이트 램프로 비춘다. 과거에「유방암 퇴치 캠페인」의 일환으로 보라색을, 영화『매트릭스』의 프로모션의 일환으로 녹색을, 지상파 디지털 방송의 프로모션의 일환으로 파랑색을 써서 비추었다.

## 건설때의 에피소드
- 도쿄 타워는 절 터의 일부를 헐고 건축했기 때문에, 일시적으로 묘를 이전당해 화가 난 귀신에 의해 이상현상이 일어난다고 하는 소문이 나기도 했다.
- 처음에는 우에노 공원 근처에 건설하려고 했으나, 지반의 지하에 있는도쿄역층에 기초를 다지기 위해, 보다 얕은 곳에 지층이 있는 지금의 터로 결정하였다.
- 원래 도쿄 전 지역에 전파를 보내려면 380m정도의 높이가 필요했지만, 바람의 영향으로 안테나가 흔들려 영상이 깨질 가능성이 있던 점에서 이에 영향을 받지 않을 정도의 아슬아슬한 높이로 332m가 되었다고 한다.
- 「도쿄 타워」의 명칭은 완성직전인 1958년(쇼와 33년)에 열렸던 명칭 심사회에서 결정되었다. 사전에 명칭을 공모 하고 최종적으로 86,260통이 전해졌다. 가장 많았던 명칭은 「쇼와 탑」으로, 이어서 「일본 탑」「헤이세이 탑」도 많았다. 그 외에 미국과 소비에트 연방이 인공위성을 쏘아올리는 경쟁이 있었던 점에서「우주 탑」으로, 황태자(현·헤이세이 천황)의 성혼이 가까워지므로 「프린스 탑」이라는 명칭을 붙이자는 의견도 있었다. 그러나, 명칭의 사회로 참가하였던 도쿠가와 무세이가 「도쿄 타워」라는 명칭이 제일 적당하다 하여 명칭을 「도쿄 타워」로 결정하였다.

## 방송 송신 시설

### 아날로그 방송설비
도쿄 타워의 건설 초기부터 아날로그 방송송신소는 타워의 5층에 위치하고 있다. 그러나 보안과 안전상의 이유로 일반인의 견학은 금지되어 있다.

#### 아날로그 텔레비전 방송 송신설비 목록
각 방송국의 방송설비(송신기)의 개요는 아래와 같다.
| 방송국명      | 콜사인  | 채널 | 안테나 전력 (영상/음성) | ERP (영상/음성) |
| ------------- | ------- | ---- | ----------------------- | --------------- |
| NHK 도쿄 종합 | JOAK-TV | 1    | 50 kW/12.5 kW           | 240 kW/60 kW    |
| NHK 도쿄 교육 | JOAB-TV | 3    | 50 kW/12.5 kW           | 270 kW/69 kW    |
| 닛폰 TV       | JOAX-TV | 4    | 50 kW/12.5 kW           | 370 kW/94 kW    |
| TBS           | JORX-TV | 6    | 50 kW/12.5 kW           | 380 kW/95 kW    |
| 후지 TV       | JOCX-TV | 8    | 50 kW/12.5 kW           | 370 kW/92 kW    |
| TV 아사히     | JOEX-TV | 10   | 50 kW/12.5 kW           | 370 kW/91 kW    |
| TV 도쿄       | JOTX-TV | 12   | 50 kW/12.5 kW           | 370 kW/93 kW    |
| TOKYO MX      | JOMX-TV | 14   | 10 kW/2.5 kW            | 17 kW/4.2 kW    |
| 방송대학      | JOUD-TV | 16   | 50 kW/12.5 kW           | 330 kW/81 kW    |

1. 방송국명은 약칭·애칭으로 표기.
2. 콜사인은 주방송국 만.
3. TBS-TV의 콜사인은 라디오 분사화 이후의 것으로 그 전에는 「JOKR-TV」였다.

이 방송국들의 안테나는 최상부에서 NHK 종합·교육(1개의 안테나를 채용), TV 아사히, 후지 TV, TBS·니혼TV(병렬), TV 도쿄, 방송대학(이상 광역방송국, NHK 교육만 전국 방송) 측으로, 지상 250 m 에 있는 특별 전망대보다 높게 설치되어 있다. 그러나, TOKYO MX는 개설시기가 방송대학보다 늦으며 지역 방송(도쿄 도에서만 방송)인 탓에 낮은 위치에 있다.

#### FM 라디오 송신설비 목록
각국의 방송설비(송신기)의 개요는 아래와 같다.
| 방송국명    | 콜사인  | 주파수(MHz) | 안테나전력(kW) | ERP(kW) |
| ----------- | ------- | ----------- | -------------- | ------- |
| Inter FM    | JODW-FM | 76.1        | 10             | 11.5    |
| 방송대학    | JOUD-FM | 77.1        | 10             | 38      |
| TOKYO FM    | JOAU-FM | 80.0        | 10             | 44      |
| J-WAVE      | JOAV-FM | 81.3        | 10             | 44      |
| NHK 도쿄 FM | JOAK-FM | 82.5        | 10             | 44      |

1. 방송국명은 약칭·애칭으로 표기.
2. 콜사인은 주방송에 대한 것만.

이 방송국들의 안테나는 특별전망대 바로 아래에 NHK-FM·TOKYO FM·J-WAVE(하나의 안테나를 같이 씀), 방송대학, Inter FM 순으로 설치되어 있다. 그러나 Inter FM만은 개설시기가 늦어, 지상 150m의 대전망대의 바로 아래에 위치하고 있다.
옛날에는 대전망대 바로 아래에 AM라디오 닛폰 방송의 중계안테나가 있었다.

### 지상파 디지털 방송 설비
지상파 디지털방송용의 송신 안테나를 어디에 설치할지에 대해서는, 다마 지구, 우에노 지구, 아키하바라 지구등에서 유치제안을 했었다. 그러나 휴게소나 항공로와의 영향을 받을 수 있어 2003년(헤이세이 15년) 12월 1일부터 간토지역에서의 지상파 디지털방송 개시에 대응하는 임시 장치로 기존 아날로그 방송을 행한 도쿄 타워의 설비를 확장한 형태로 설치되었다. 이 때문에, 아래의 송신소 설비가 건설되었다.

#### 지상파 디지털 방송용 송신기
대전망대의 바로 아래, 지상 135~145m 높이에 있는 송신설비실을 증축했다.
송신기는 2층으로 설치되어 있어, 윗 층의 NHK의 TV 방송 2파분과 지상파 디지털 음성방송의 실용화 실험 방송용의 송신기가, 아랫층에 민영 방송TV 방송국 5개분의 송신기가 여러 대 설치되어 있다. 여전히 TOKYO MX는 독립 설치(아날로그 송신기와 같이 씀)되어 있으며, 방송대학은 알 수 없다.
송신기는 공통으로 기초하여 설계된 고체화수령체로, 최대출력 10kW를 얻을 수 있다.
여전히, 지상파 디지털방송 송신설비실은 Foot Town과 대전망대를 잇는 계단 외에는 들어갈 수 있는 방법이 없다.

#### 지상파 디지털 텔레비전 방송 송신설비 목록
각 방송국의 설비(송신기)의 개요는 아래와 같다.
| 가상채널 | 방송국명             | 콜사인   | 물리채널 | 안테나전력 | ERP   | 방송구역 내 세대 수 |
| -------- | -------------------- | -------- | -------- | ---------- | ----- | ------------------- |
| 1        | NHK 도쿄 디지털 종합 | JOAK-DTV | 27       | 10 kW      | 48 kW | 약1,400만 세대      |
| 2        | NHK 도쿄 디지털 교육 | JOAB-DTV | 26       | 10 kW      | 48 kW | 약1,400만 세대      |
| 4        | 닛폰 TV              | JOAX-DTV | 25       | 10 kW      | 48 kW | 약1,400만 세대      |
| 5        | TV 아사히            | JOEX-DTV | 24       | 10 kW      | 48 kW | 약1,400만 세대      |
| 6        | TBS TV               | JORX-DTV | 22       | 10 kW      | 48 kW | 약1,400만 세대      |
| 7        | TV 도쿄              | JOTX-DTV | 23       | 10 kW      | 48 kW | 약1,400만 세대      |
| 8        | 후지 TV              | JOCX-DTV | 21       | 10 kW      | 48 kW | 약1,400만 세대      |
| 9        | TOKYO MX             | JOMX-DTV | 20       | 3 kW       | 5 kW  | 약 690만 세대       |
| 12       | 방송대학             | JOUD-DTV | 28       | 5 kW       | -     | 약 1,320만 세대     |

1. 방송국 명은 약칭·애칭으로 표기.
2. 콜사인은 주방송국에 대한 것만.
3. 방송대학은 2006년 12월 1일, 그외에는 2003년 12월 1일 방송개시.

#### 지상파 디지털 라디오방송 송신설비
2007년(헤이세이 19년)1월 기준으로는 아직 「실용화 실험국」에 머물러 있다.
- 콜사인: JOAZ-FM
- 사용주파수대역: VHF 아날로그 TV 7ch에 해당하는 주파수 대역
- 안테나 전력: 800W

#### 지상파 디지털방송용 안테나

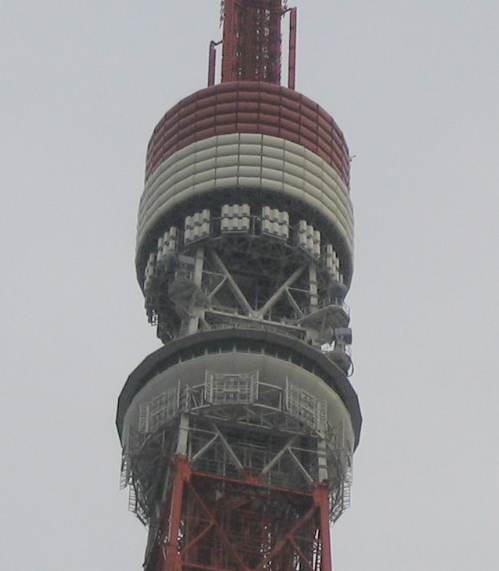
디지털 방송용 안테나와 특별전망대

특별전망대와 아날로그 방송용 안테나부분의 중간, 높이 260~280m 근처에 직경 13m·높이 12m 원통형 안테나를 설치하였다. 이것은 「3소자형 2L 이중 고리 안테나 5단 15면 4계통」이라 불리는 것으로, 고리형 안테나를 구성하는 성분을 10단 30면에 배치하고 있다. 그리고 빨갛게 도장된 위 5단으로 나뉘어 3파, 하얗게 칠해진 아래 5단으로 나뉘어 4파가 송신된다. 더불어 디지털 라디오의 안테나는 특별전망대의 바로 아래, 높이 약 245m 근처에 설치되어 있다. 이 안테나를 설치한 때에는, 무게가 더해짐에 의한 강도부족을 해소하기 위하여 타워의 구조재에 강판으로 보강이 되어 있다(지상파 디지털방송 개시 때의 에피소드의 일부).
이러한 설비추가로 인해 도쿄 타워의 무게는 420t이나 늘어났다고 한다.

### TV 중계회선 설비
일반 시청자를 대상으로 한 방송 안테나 이외에, TV 방송국은 소재를 먼 곳의 취재처에서 연주소에 보내기 위해 마이크로파를 이용한 중계 체계를 가지고 있다. 도쿄 타워에는 멀리서 보낸 마이크로파를 수신하는 안테나가 FM용 송신 안테나들의 바로 아래에서부터 대관망대에 걸쳐서 설치되어 있다. 이러한 안테나는 원격 조작으로 취재지 방향으로 조정하는 것이 가능하다. 또한, 타워 자체에 의한 사각이 생기는 것을 방지하는 2개소 1조로 운용되고 있다. 이러한 안테나로 수신한 전파는 영상 전용회선을 따라 각 방송국의 연주소에 보내진다. 그리고, 공동취재를 위해 서로 협력할 경우가 있지만, 여기서 각국에 분배할 수 있게 되어 있다.
덧붙여, 광케이블에 의해 대용량의 전송 회선망이 일본 전국을 커버하고 있으므로 방송국 상호용의 마이크로파 회선 (NTT 중계회선)은 폐지되었다.

## 제2 도쿄 타워에 대해
2009년 현재, 타워에서는 지금도 지상파 디지털방송의 송신을 행하고 있으나, 앞에서 밝혔듯이 이것은 어디까지나 일시적인 문제일 뿐이다. 2011년 7월 24일까지 지상파 디지털방송으로 전면이행하는 경우, 타워의 높이가 부족하거나 하는 등의 문제로, 2007년 기준으로 수도권에서 방송수신 피해가 어느 정도 나올지는 총무성에서도 파악되지 않고 있지만, 수도권 지역 모두(아날로그방송의 방송구역)를 커버해낼 수 없다고 한다. 거기서 도쿄 타워를 대신할 새로운 전파탑의 건설이 검토되었다.
일본 전파탑은 신 도쿄 타워 안에 대해 각 방송국에 디지털 방송 완전이행 후에 탑의 꼭대기 부분의 아날로그 방송용으로 쓰이는 슈퍼 턴 스타일 안테나를 철거하여 디지털 방송용 안테나를 설치하면서, 높이를 30m 높여 360m로 하는 방침을 각국에 타진하고 있는 모양이다. 이 경우, 비용은 40억엔으로 저렴하며, 각 방송국의 설비도 그대로 사용 가능하다.
지상파 디지털 방송 개시 때에는 늦었으나, NHK과 민영 방송 본사들은 새로운 탑의 건설 예정지를 최종적으로 스미다구 위에 있는 도부 철도 화물 주차장 철거 부지를 골라, 여기서 새로운 탑『제2 도쿄 타워』인「도쿄 스카이 트리」(Tokyo Sky Tree)를 건설하게 되었다. 2008년에 착공하였으며, 지상파 디지털 방송의 전면 이행이 예정된 2011년에 완공할 예정이었지만 다소 늦어져 2012년 2월 29일에 완공되었다. 2012년 5월 22일에 개장할 예정이며, 높이는 634m로, 553m인 CN 타워를 제치고 세계 최고의 타워가 될 예정이다. 도중 450m 지점에 특별 전망대, 350m 지점에 전망대가 설치된다. 사업비는 약 500억엔.
도쿄 타워는 후에 새로운 탑이 세워지면 방송 시설로서의 역할을 마치고 도쿄의 상징 혹은 쇼와 시대의 “사적”으로 존속할 것으로 보인다. 그리고 당분간은 FM라디오 전파 등의 수신은 계속할 방침(FM전파의 송신에는 충분하므로)이라고 한다. 따라서 현재의 도쿄 타워는 그대로 남아 있게 된다.

## 도쿄 타워를 다룬 작품

### 예능
- 스트리트 푸드파이터 - 4회에 도쿄 타워가 나온다.

## 가는 길

### 철도
- 아카바네바시 역(도에이 지하철 오에도 선)에서 걸어서 5분
- 가미야초 역(도쿄 지하철(도쿄 메트로) 히비야 선)에서 걸어서 7분
- 오나리몬 역(도쿄 도 교통국 지하철 미타 선)에서 걸어서 6분
- 다이몬 역(아사쿠사 선・오에도몬 선)에서 걸어서 10분
- 하마마쓰초역(JR 야마노테 선・게이힌 도호쿠 선, 도쿄 모노레일 하네다 선)에서 걸어서 15분

### 노선 버스
- 도쿄 타워(도쿄 타워 부지내, 걸어서 0분)
  - 도에이 버스
    - <하마95 고> 시나가와역 동쪽 출구·시나가와 차고지 앞(하마마쓰초역 앞 경유)
    - <하시86> 메구로역 앞 (덴겐지 교 경유)
- 도쿄 타워(도로를 따라 걸어서 1분)
  - 도에이 버스, 도쿠 버스
    - <히가시98> 도쿄역 마루노우치 남쪽 출구 / 도도로키 조차소 앞 (시로카네타카나와 역·메구로 앞 경유)(도에이, 도쿠)
    - <하마95 고·오쓰> 시나가와 역 동쪽 출구·시나가와 차고 앞(하마마쓰초 역 앞 경유)(도에이)
    - <하마95 오쓰 > 아카하네바시 역 앞(도에이)
- 도쿄 타워 입구(사쿠라다 거리, 걸어서 3분)
  - 도에이 버스
    - <시부88> 신바시역 앞 (도라노몬 경유)／시부야역 앞(롯폰기 역앞 경유)
    - <하시86> 신바시 역 앞(오나리몬 경유)／메구로 역 앞(덴겐지 교 경유)

## 옥상
엘리베이터로 이동하는 옥상층(RF)에는 전망대로가는 계단과 옥상정원이 마련되어 있다.

## 원피스 타워
도쿄타워내에는 원피스를 테마로하는 체험관을 마련하고 있는 원피스타워가 있다

## 사진

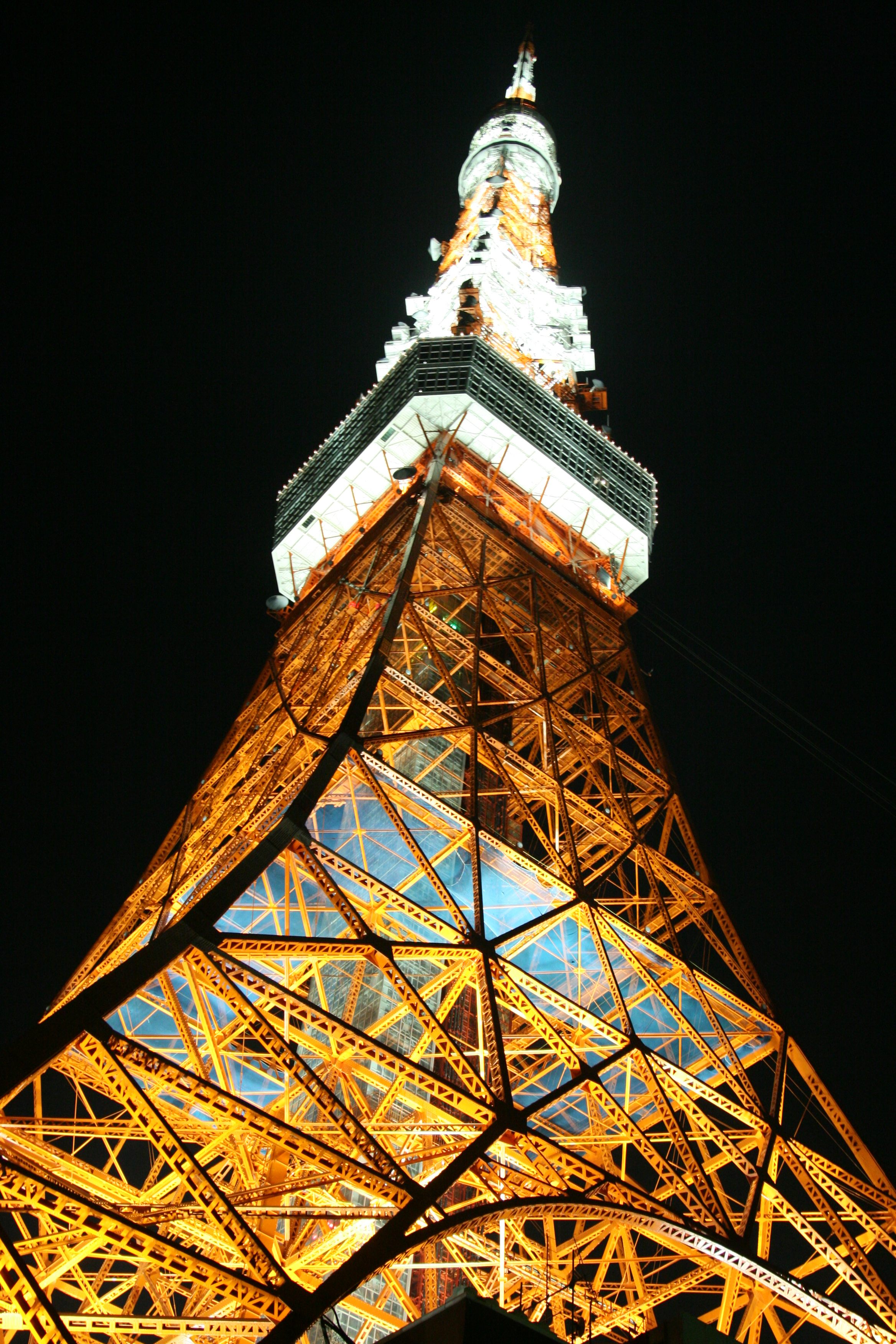
도쿄 타워를 아래에서 본 모습
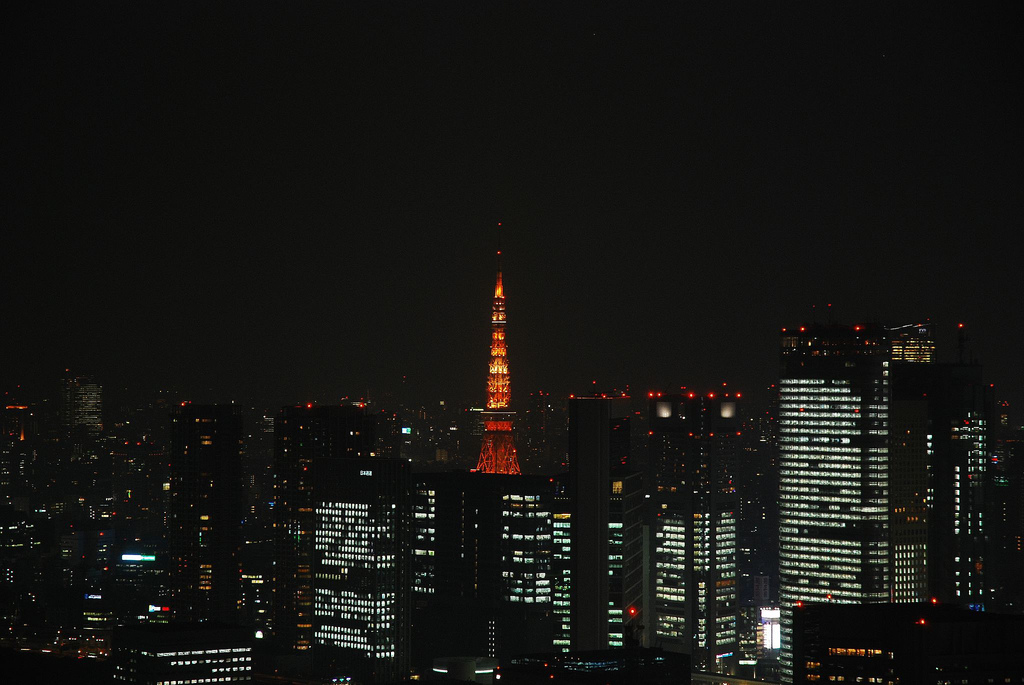
도쿄 타워
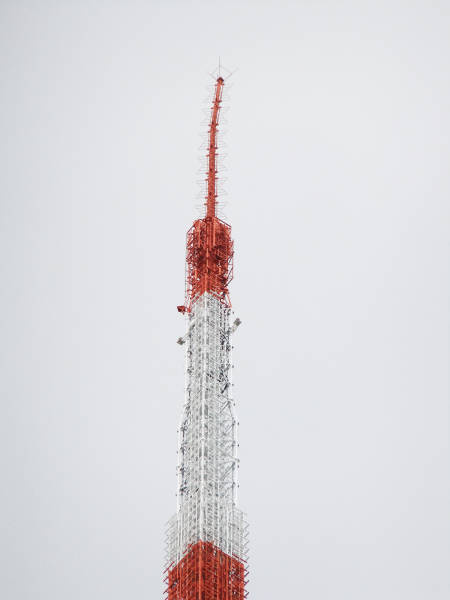
2011년 도호쿠 대지진 당시 휘어진 도쿄 타워의 안테나
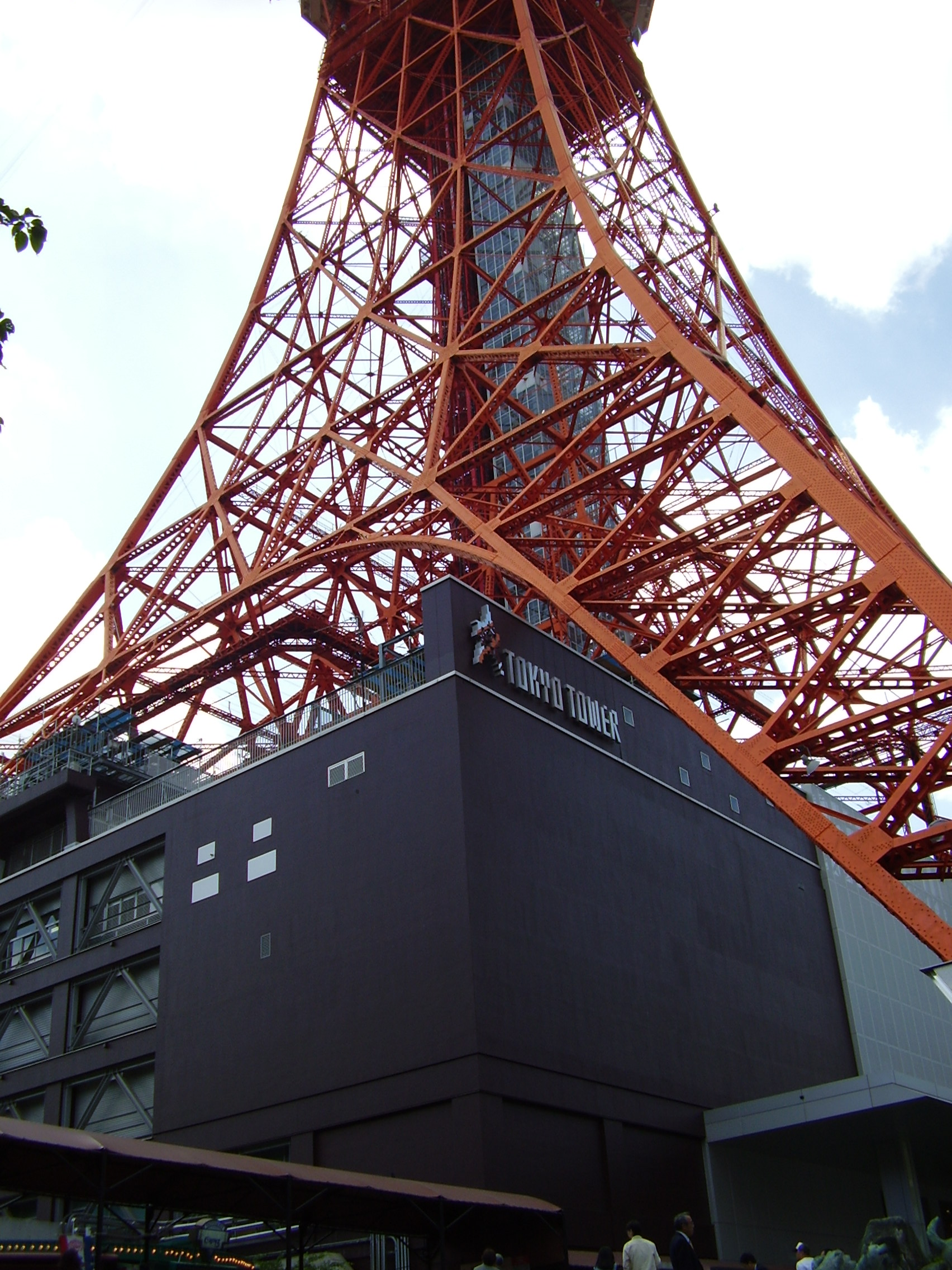
도쿄 타워 빌딩
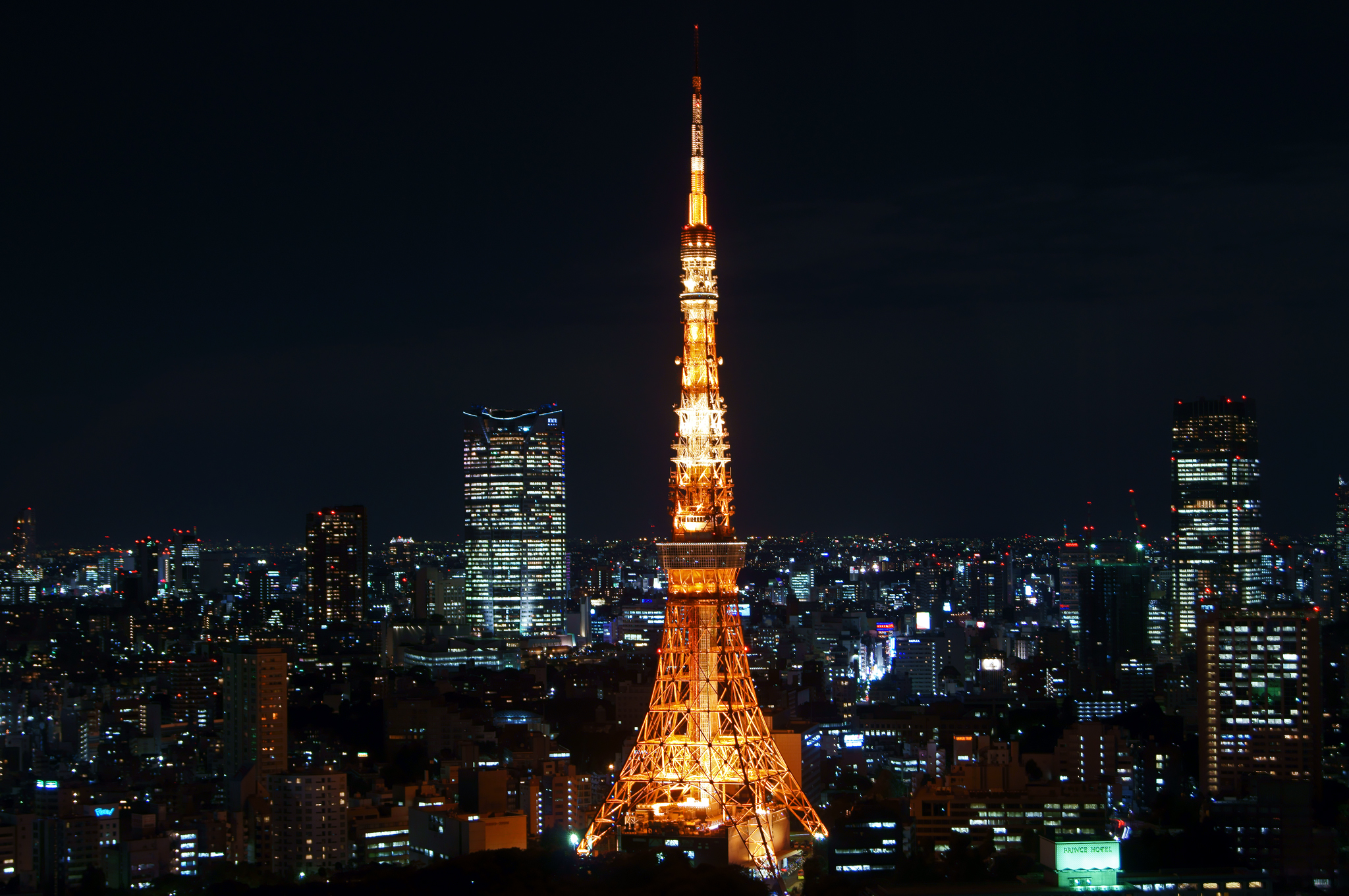
도쿄세계무역센터에서 바라본 도쿄 타워의 야경. 뒤로는 롯폰기 힐스 모리 타워가 보인다.
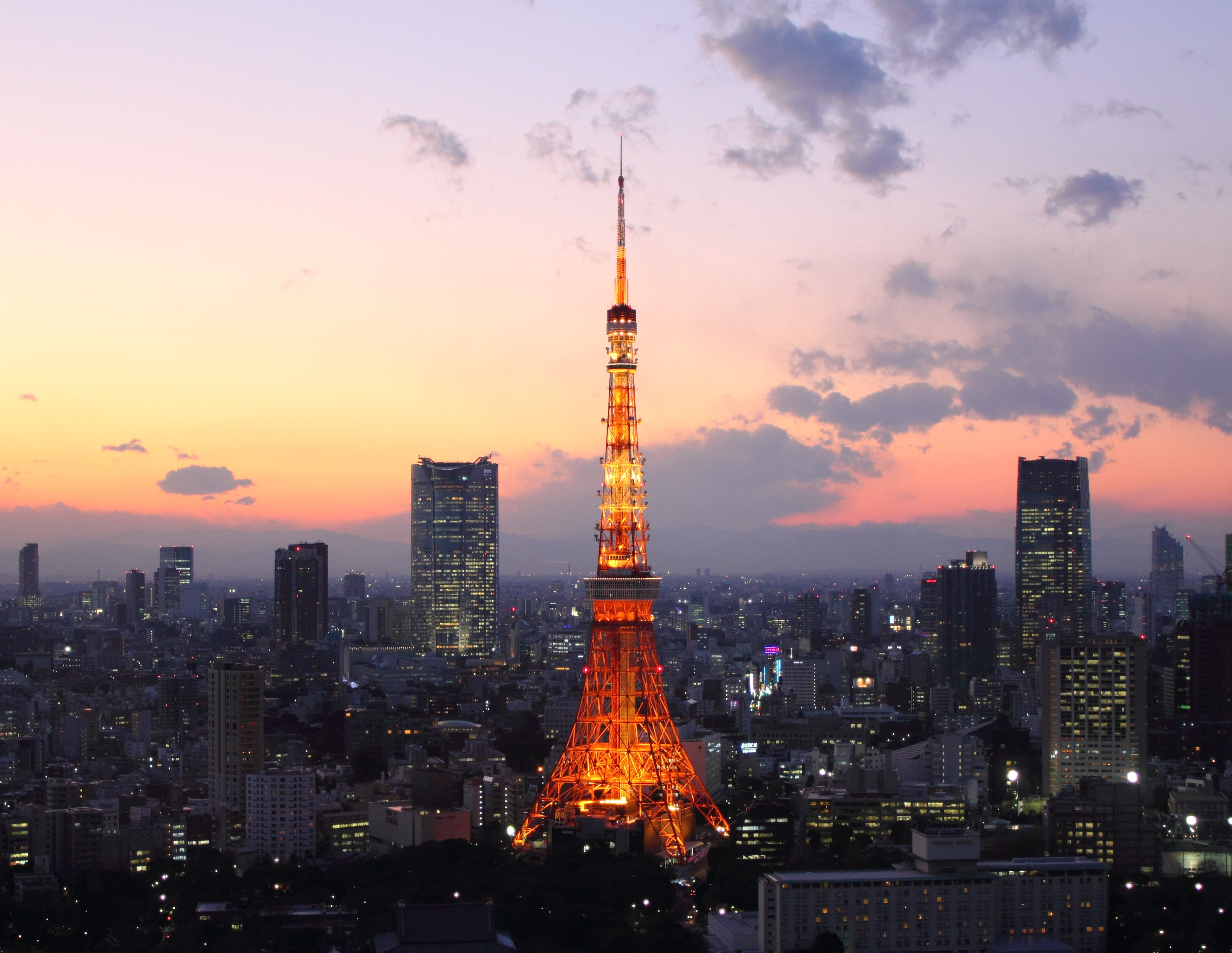
석양의 도쿄 타워
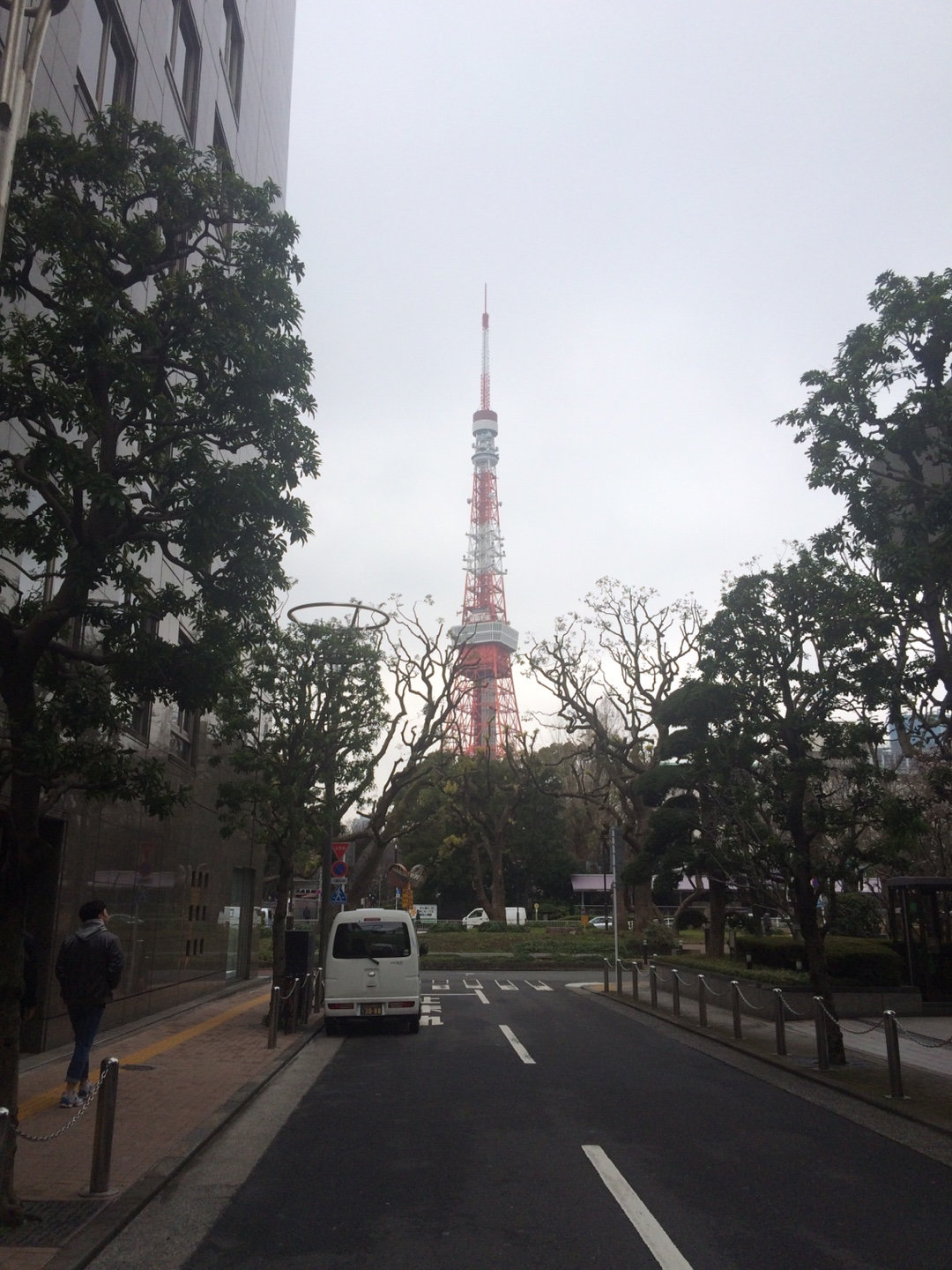
히비야 공원에서 본 도쿄 타워

## 같이 보기
- 세계 거탑 연맹
- 도쿄 스카이 트리
- 하라노마치 무선 탑
- 시바공원